# WinUSB
WinUSBはマイクロソフトによって提供される汎用USBドライバである。マイクロソフトが汎用ドライバを提供するのはこのWinUSBが初めてとなる。
Windows Vistaが発売されてから利用可能（Windows Vista以降に事前インストール済）となったが、Windows XPでも利用可能となっている。
Windowsにプレ・インストールされているインボックスドライバとしては、WinUSB以外にUSBストレージやUSB-HIDがある。WinUSBはWinusb.sysというドライバ本体とWinusb.dllというそのユーザーモードコンポーネントで構成される。WinUSBでサポートされる機能は、デバイス I/O 制御要求、リモートウェイクアップ、セレクティブ サスペンド、アイソクロナス転送、バルク転送、コントロール転送、インタラプト転送である。